# 豊幌はみんぐ町
豊幌はみんぐ町（とよほろはみんぐちょう）は北海道江別市の町丁。郵便番号は067-0028。人口は369人、世帯数は143世帯（2023年12月1日現在）。丁目の設定のない単独町名である。住居表示は全域で未実施。

## 地理
江別市中心部から北東に約8km、豊幌地区の東側に位置する。西を豊幌美咲町と、それ以外を豊幌と接する。国道12号（豊幌大通）が北側を通り、豊幌との境には函館本線が通っている。1990年代ごろから宅地需要と隣接する豊幌美咲町の市街化によって豊幌駅を中心とする土地利用が望まれるようになり、土地区画整理事業が行われ誕生した。
地区計画の名称としては豊幌中央西地区にあたり、建築物等の制限に関しては低層一般住宅地区（第一種低層住居専用地域）、沿道サービスA地区（近隣商業地域）、沿道サービスB地区（準工業地域）に分けられている。

## 歴史
もともとは豊幌の農地であったが、1993年（平成5年）から始まった「豊幌中央土地区画整理事業」により造成が進み、2000年（平成12年）に換地処分が行われ誕生した。土地区画整理事業は豊幌花園町と同時に行われ、合算した総事業費は30億2,907万円だった。

### 年表
- 1993年（平成5年）
  - 3月18日 - 道知事により土地区画整理事業の組合設立許可申請が下りる[6]。
  - 3月26日 - 組合設立許可が公告され、豊幌中央土地区画整理事業が設立される[6]。
- 2000年（平成12年）
  - 10月6日 - 換地処分の公告が行われる[6]。
  - 10月7日 - 換地処分の効力が生じ、同時に土地区画整理事業外の隣接地の町名変更も行われ、豊幌はみんぐ町が誕生する[9]。

### 町名の変遷
町名の変遷は以下の通りとなる。
| 実施後         | 実施年月日    | 実施前（各町名ともその一部） |
| -------------- | ------------- | ---------------------------- |
| 豊幌はみんぐ町 | 2000年10月7日 | 豊幌                         |

## 世帯数と人口
2023年（令和5年）12月1日現在の世帯数と人口は以下の通りとなる。
| 町丁           | 世帯    | 人口  |
| 豊幌はみんぐ町 | 143世帯 | 369人 |
| 計             | 143世帯 | 369人 |

## 小・中学校の学区
小・中学校の学区は以下の通りとなる。
| 町丁           | 字・番地 | 小学校     | 中学校     |
| -------------- | -------- | ---------- | ---------- |
| 豊幌はみんぐ町 | 全域     | 豊幌小学校 | 江陽中学校 |

## 施設

### 企業・店舗
- C&Cウェルフェア（豊幌はみんぐ町3-4）

### 公共
- はみんぐ公園（豊幌はみんぐ町16-6）

## 交通

### 鉄道
鉄道駅はない。最寄り駅は■函館本線の豊幌駅。
- 北海道旅客鉄道
  - ■函館本線

### バス
- 地区内に路線バスやコミュニティバス、廃止代替バスは通っていない。

### 道路

#### 一般国道
- 国道12号

#### 一般道道
- 地区内に一般道道は通っていない。

#### 都市計画道路
- 3･2･332 豊幌大通（国道12号）[8]
- 3･4･339 豊幌3号通[8]